# National Thowheeth Jama'ath
National Thowheeth Jama'ath (NTJ; tiếng Ả Rập: جماعة التوحيد الوطنية; Jamā‘at at-Tawḥīd al-Waṭanīyah, "Tổ chức độc thần quốc gia") là một nhóm thánh chiến Sri Lanka có liên quan đến vụ đánh bom Phục sinh ở Sri Lanka năm 2019.